# قائمة أنهار أفغانستان

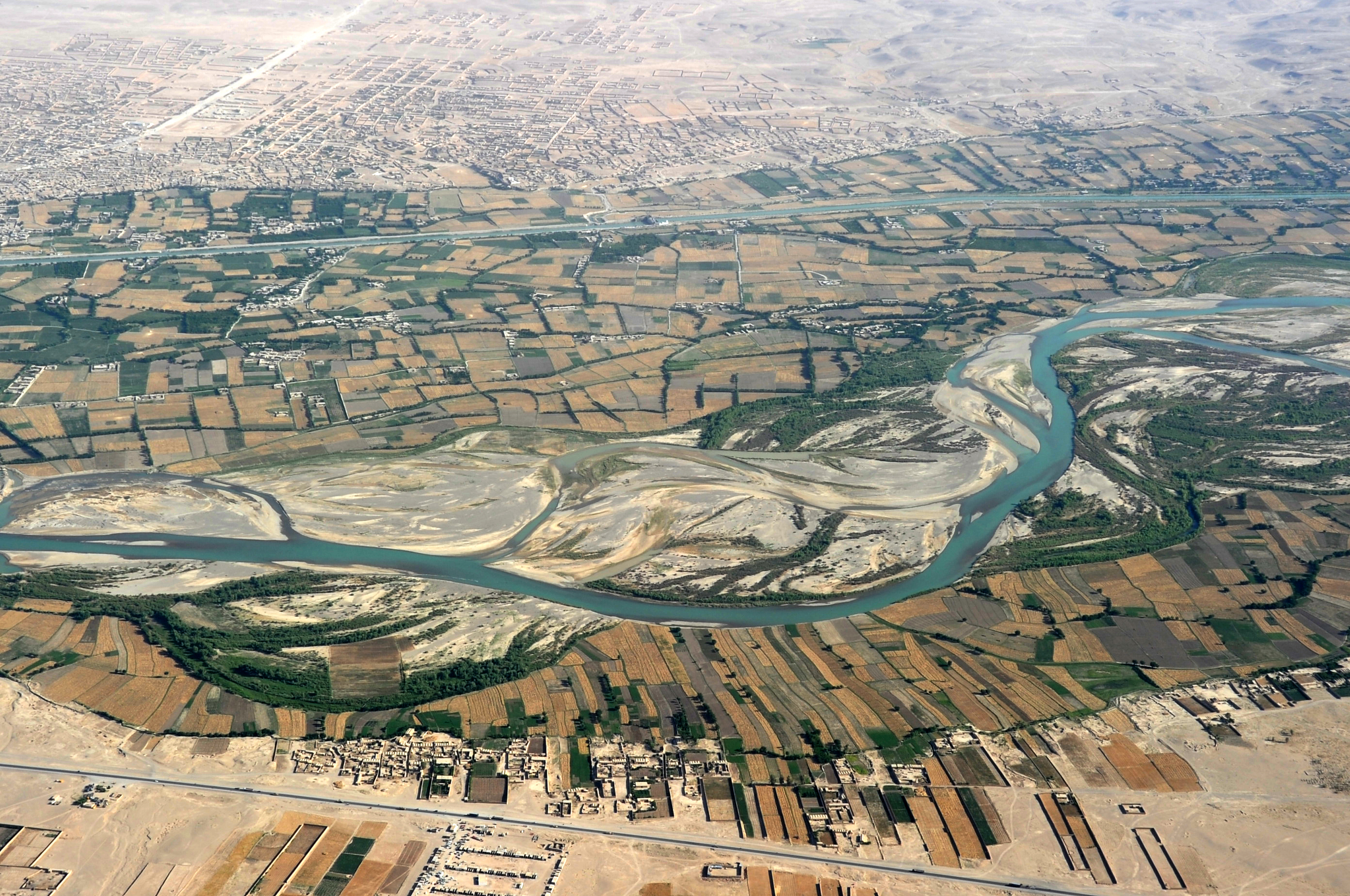
صورة جوية لنهر أرغنداب في ولاية قندهار بأفغانستان

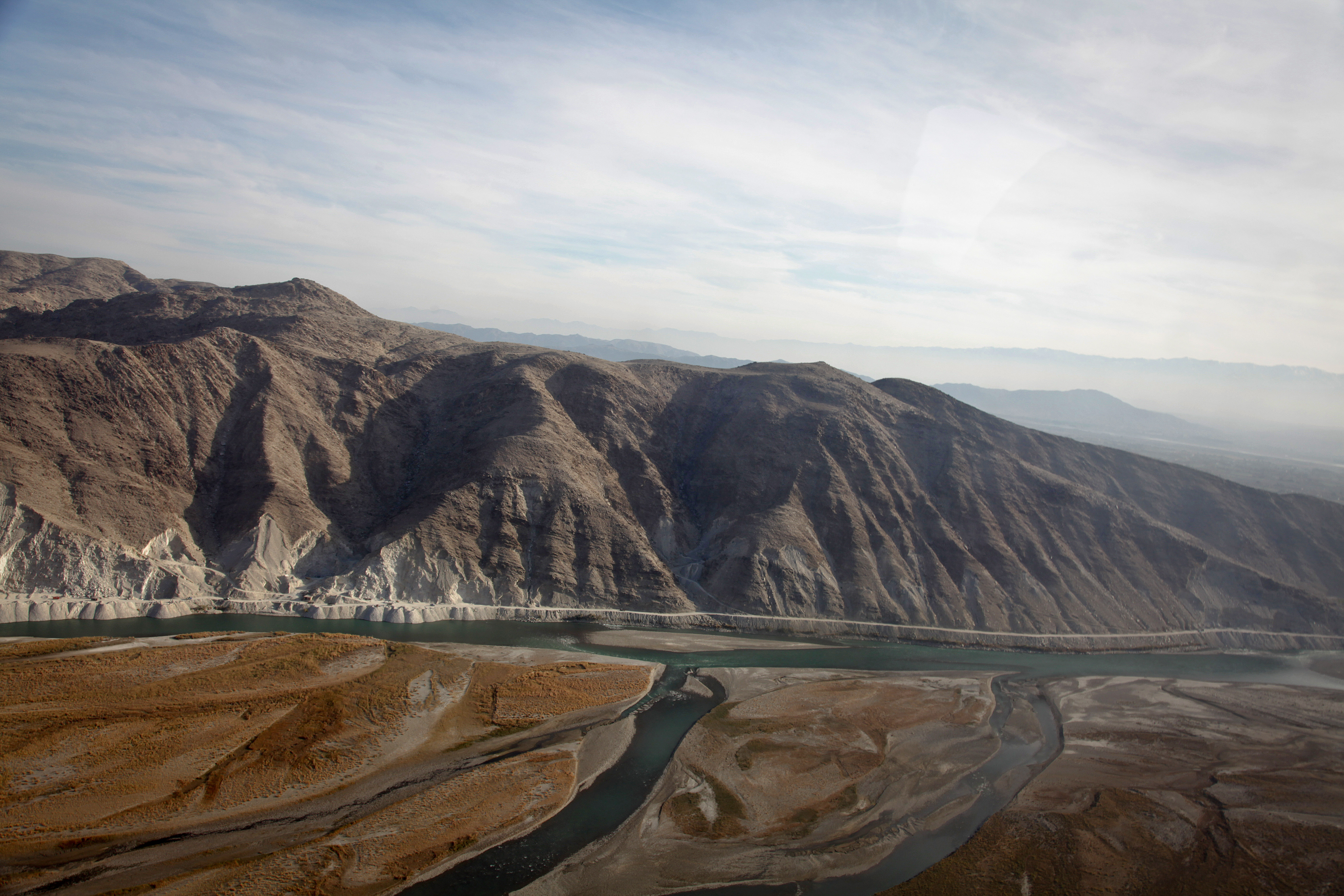
تلتقي فروع نهر كونار في ولاية ننكرهار

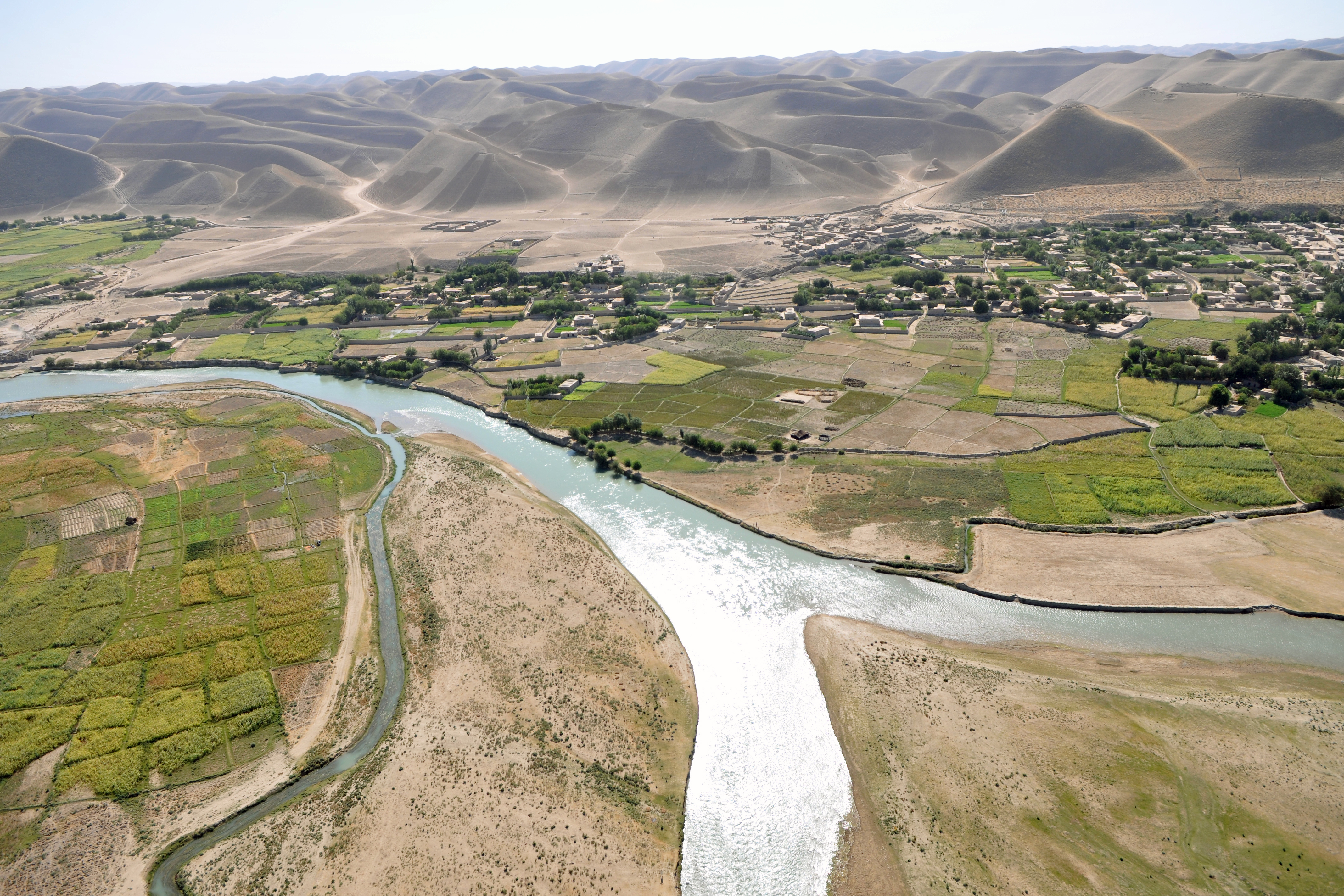
منظر خلاب في غرب أفغانستان

هذه قائمة بالأنهار الموجودة كليًا أو جزئيًا في أفغانستان، مرتبة جغرافيًا حسب حوض النهر .

## تصب في بحر العرب

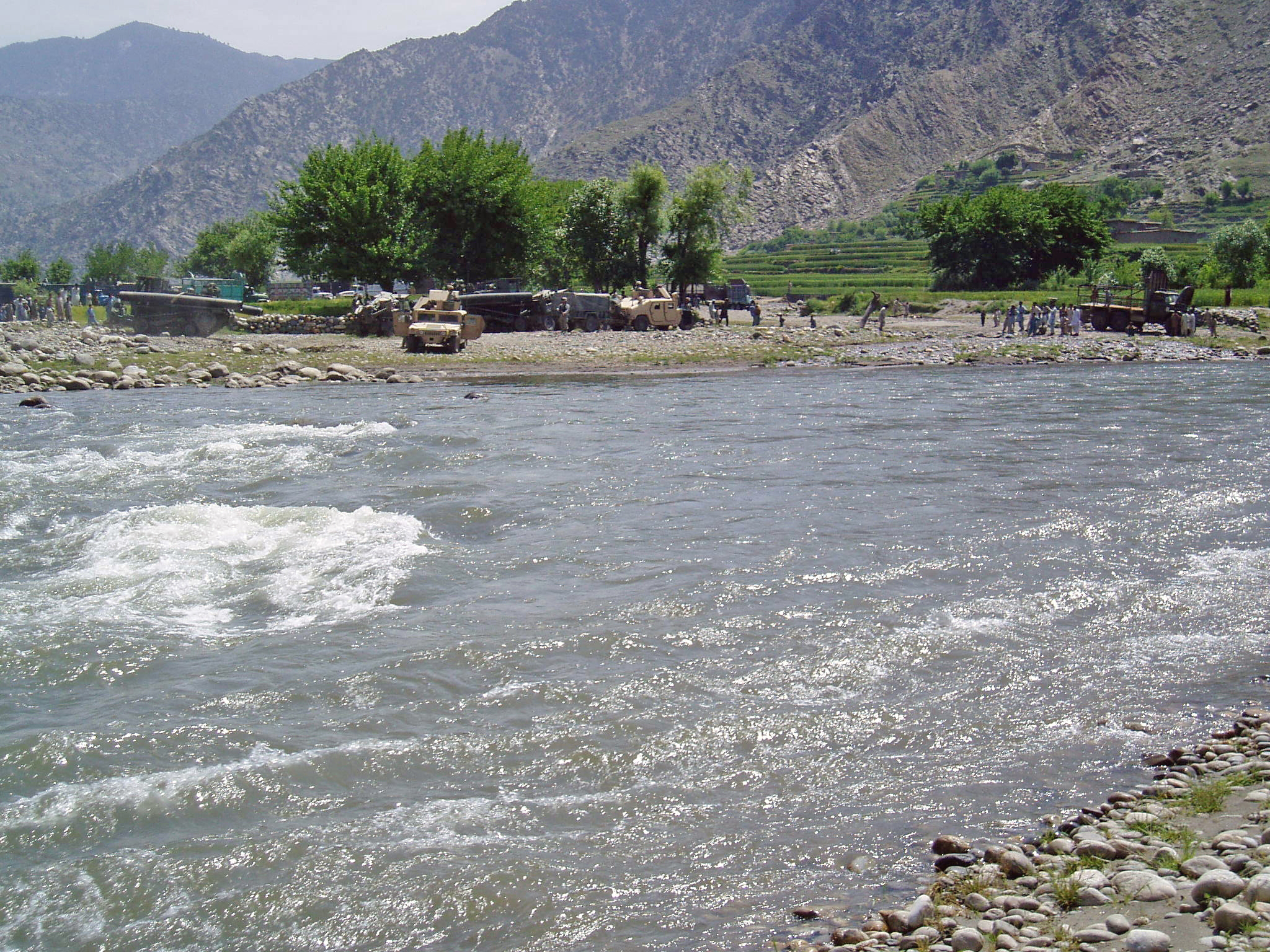
نهر بيش في شرق أفغانستان.

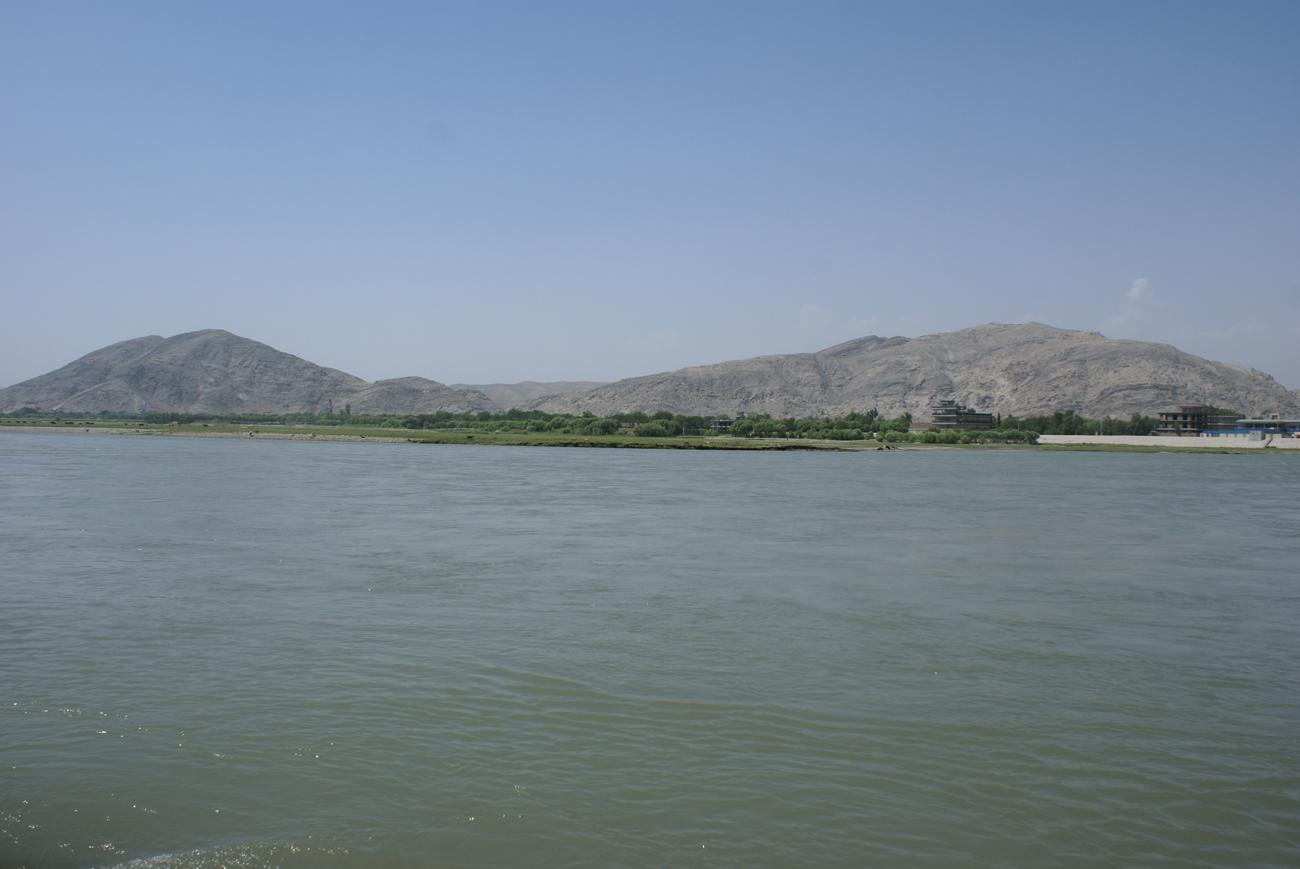
نهر كابل، يظهر هنا بالقرب من جلال أباد

- نهر السند (باكستان)
  - نهر جومال
    - نهر كوندار
    - نهر زوب

  - نهر كورام
  - نهر كابول
    - نهر بارا
    - نهر كنر
      - نهر بيش
      - نهر لانداي سين

    - سرخاب
    - نهر بنجشير
    - نهر بنجشير
      - نهر غوربند
        - نهر سالنغ

    - نهر بنجشير

## تصب فيالأحواض الداخلية

### Sistan Basin
- نهر هاروت (أو نهر أرداسكان)
- نهر فراه
- نهر هلمند
  - نهر خاش
  - نهر أرغنداب
    - نهر دوري
      - نهر تارناك
      - نهر أرجستان
        - نهر لورا

  - نهر موسى قلعة
  - نهر ترين
  - نهر كاج

### Ab-i Istada
- نهر غزني [1]
  - نهر جيلغا

### صحراء قره قوم
- حريرود
  - نهر جام
- نهر مرغاب
  - نهر كوشك
  - نهر كشقان

### حوضبحر آرال
- أمو داريا

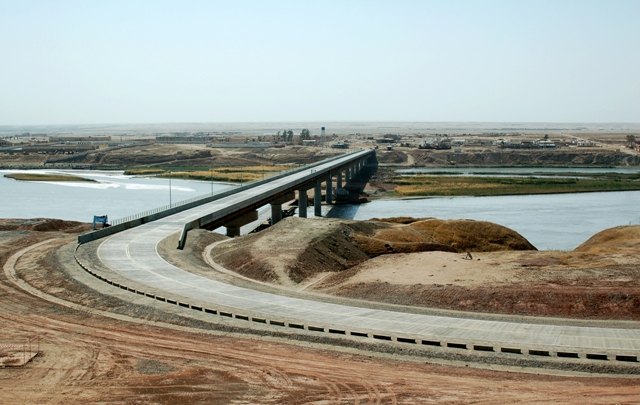
جسر أفغانستان - طاجيكستان فوق نهر آمو داريا في عام 2007.

  - نهر ساري بول لم يعد يصل إلى نهر أمو داريا
  - نهر بلخ لم يعد يصل إلى نهر أمو داريا
  - نهر خولم (نهر طشقورغان سابقًا) لم يعد يصل إلى نهر آمو داريا
  - نهر قندوز (أو نهر سرخاب)
    - نهر خان أباد
    - أنداراب
    - نهر باميان

  - نهر كوكشة
    - أنجومان

  - نهر بانج
    - أكسو (بارتانغ)
    - نهر بامير
    - نهر واخان

  - نهر شيرين تاجاب : لم يعد يصل إلى نهر أمو داريا

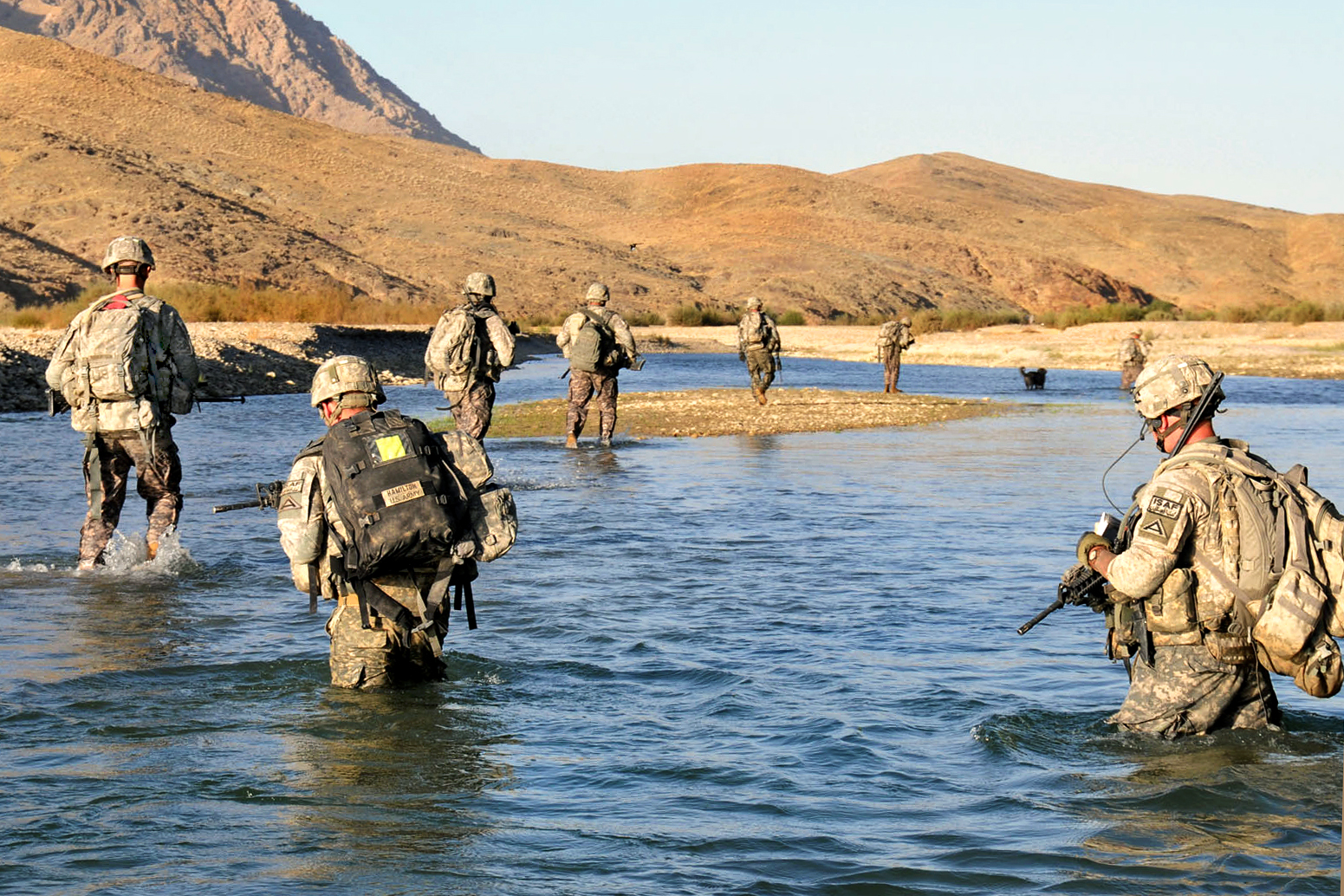

    - نهر شور داريا

## روابط خارجية
- Nathan Berger (مايو 1992). "Afghanistan Water Constraints: Overview Analysis" [قيود المياه في أفغانستان: تحليل عام] (PDF). مؤرشف من الأصل (PDF) في 2021-07-15. اطلع عليه بتاريخ 2010-08-31.خريطة أنظمة صرف الأنهار الرئيسية في الصفحة 12
- كمال، غمال (10 مايو 2004). "River basins and Watersheds of Afghanistan" [أحواض الأنهار ومستجمعات المياه في أفغانستان] (PDF). مؤرشف من الأصل (PDF) في 2011-07-06. اطلع عليه بتاريخ 2010-08-31.